# Portsmouth (New Hampshire)
Portsmouth – miasto w Stanach Zjednoczonych, w stanie New Hampshire w hrabstwie Rockingham, port przy ujściu rzeki Pisctaqua do zatoki Maine (Ocean Atlantycki). 5 września 1905 roku w tym mieście podpisano traktat pokojowy kończący wojnę rosyjsko-japońską. W mieście rozwinął się przemysł maszynowy, skórzano-obuwniczy oraz stoczniowy.

## Klimat
Miasto mimo sąsiedztwa Atlantyku leży w strefie klimatu kontynentalnego, z gorącym latem, należącego według klasyfikacji Köppena do strefy Dfa. Średnia temperatura roczna wynosi 7,8 °C, a opady 1074,4 mm (w tym 129,5 w miesiącu z największymi opadami - listopadzie oraz 58,4 w sierpniu - miesiącu z najmniejszymi opadami). Średnia temperatura najcieplejszego miesiąca - lipca wynosi 20,6 °C, podczas gdy najzimniejszego - stycznia -4,4 °C.

## Miasta partnerskie
- Carrickfergus, Irlandia Północna
- Nichinan, Japonia
- Pärnu, Estonia
- Siewierodwińsk, Rosja
- Szolnok, Węgry
- Portsmouth, Wielka Brytania